# الکسیوسکویه (باشقیرستان)
الکسیوسکویه (به لاتین: Alexeyevskoye) یک منطقهٔ مسکونی در روسیه است که در باشقیرستان واقع شده‌است.